# Stazione di Kysak
La stazione di Kysak è una stazione ferroviaria di diramazione e punto di origine della ferrovia Kysak–Muszyna, in Slovacchia, posta a servizio del piccolo centro abitato di Kysak, a 298 m s.l.m., nella regione di Košice, nel distretto di Košice-okolie.
La stazione è un nodo ferroviario importante posto sulla direttrice internazionale Košice-Bohumín che attraversa da ovest ad est i territori della Repubblica Ceca e della Repubblica Slovacca. Da essa ha origine la linea internazionale Kysak–Muszyna che la collega alla rete della Polonia.
Ha un fascio binari costituito da 6 binari per servizio viaggiatori muniti di marciapiede e 4 binari per servizio merci. Il traffico è costituito da treni a carattere locale e a lunga distanza per la Polonia, la Repubblica Ceca e l'Ungheria.